# Rønnebæk Sogn
Rønnebæk Sogn er et sogn i Næstved Provsti (Roskilde Stift).
I 1800-tallet var Holme Olstrup Sogn anneks til Rønnebæk Sogn. Begge sogne hørte til Hammer Herred i Præstø Amt. Rønnebæk-Holme Olstrup sognekommune blev senere delt så hvert sogn dannede sin egen sognekommune. Rønnebæk gik i 1962 ind i Fladså Kommune, men blev ved selve kommunalreformen i 1970 indlemmet i Næstved Kommune i stedet. Holme Olstrup gik også tidligt ind i Holmegaard Kommune, der ved strukturreformen i 2007 også indgik i Næstved Kommune.
I Rønnebæk Sogn ligger Rønnebæk Kirke.
I sognet findes følgende autoriserede stednavne:
- Borup (bebyggelse, ejerlav)
- Grevensvænge (ejerlav, landbrugsejendom)
- Horsemose Skov (bebyggelse)
- Løjed (areal)
- Rønnebæk (bebyggelse, ejerlav)
- Rønnebæksholm (ejerlav, landbrugsejendom)
- Rønnebækshuse (bebyggelse)
- Rønnebæk-Sibberup (bebyggelse, ejerlav)
- Skallegårde (bebyggelse)
- Stenstrup (bebyggelse, ejerlav)